# Sebastián Salazar
Sebastián Enrique Salazar Beltrán, noto semplicemente come Sebastián Salazar (Bogotà, 30 settembre 1995), è un calciatore colombiano, centrocampista del Bogotá.

## Caratteristiche tecniche
È un centrocampista difensivo.

## Carriera
Cresciuto nel settore giovanile del Santa Fe, ha esordito in prima squadra il 30 luglio 2014 disputando l'incontro di Copa Colombia vinto 3-1 contro il La Equidad. Il 2 novembre seguente ha invece giocato il suo primo incontro di Categoría Primera A, perdendo contro l'Atlético Huila per 1-0. Nel 2015 è stato uno dei protagonisti della vittoria della Coppa Sudamericana, primo trofeo internazionale della storia del club biancorosso, giocando 10 incontri.
Rimasto svincolato nel gennaio del 2020, nel settembre dello stesso anno ha firmato con i brasiliani del Goiás.

## Statistiche
Statistiche aggiornate al 2 ottobre 2020.

### Presenze e reti nei club
| Stagione        | Squadra         | Campionato      | Campionato | Campionato | Coppe nazionali | Coppe nazionali | Coppe nazionali | Coppe continentali | Coppe continentali | Coppe continentali | Altre coppe | Altre coppe | Altre coppe | Totale | Totale | Totale |
| Stagione        | Squadra         | Comp            | Pres       | Reti       | Comp            | Pres            | Reti            | Comp               | Pres               | Reti               | Comp        | Pres        | Reti        | Pres   | Reti   |        |
| --------------- | --------------- | --------------- | ---------- | ---------- | --------------- | --------------- | --------------- | ------------------ | ------------------ | ------------------ | ----------- | ----------- | ----------- | ------ | ------ | ------ |
| 2014            | Santa Fe        | A               | 2          | 0          | CC              | 5               | 0               |                    | -                  | -                  |             | -           | -           | 7      | 0      |        |
| 2015            | Santa Fe        | A               | 18         | 0          | CC              | 6               | 0               | CL+CS              | 2+10               | 0                  | SC          | 0           | 0           | 36     | 0      |        |
| 2016            | Santa Fe        | A               | 25         | 0          | CC              | 0               | 0               | CL+CS              | 3+0                | 1+0                |             | -           | -           | 28     | 1      |        |
| 2017            | Santa Fe        | A               | 31         | 1          | CC              | 1               | 0               | CL+CS              | 5+3                | 0                  | SC          | 2           | 0           | 42     | 1      |        |
| 2018            | Santa Fe        | A               | 24         | 1          | CC              | 2               | 0               | CL+CS              | 7+2                | 0                  | RS+CSB      | 0           | 0           | 35     | 1      |        |
| 2019            | Santa Fe        | A               | 15         | 1          | CC              | 1               | 0               |                    | -                  | -                  |             | -           | -           | 16     | 1      |        |
| Totale carriera | Totale carriera | Totale carriera | 115        | 3          |                 | 15              | 0               |                    | 32                 | 1                  |             | 2           | 0           | 164    | 4      |        |

## Palmarès

### Competizioni nazionali
- Campionato colombiano: 2

Santa Fe: 2014 (C), 2016 (C)
- Supercoppa colombiana: 2

Santa Fe: 2015, 2017

### Competizioni internazionali
- Coppa Sudamericana: 1

Santa Fe: 2015
- Coppa Suruga Bank: 1

Santa Fe: 2016